# Glyptolithodes
Glyptolithodes is een geslacht van tienpotigen uit de familie Lithodidae.

## Soorten
- Glyptolithodes cristatipes (Faxon, 1893)